# Pawilon barceloński

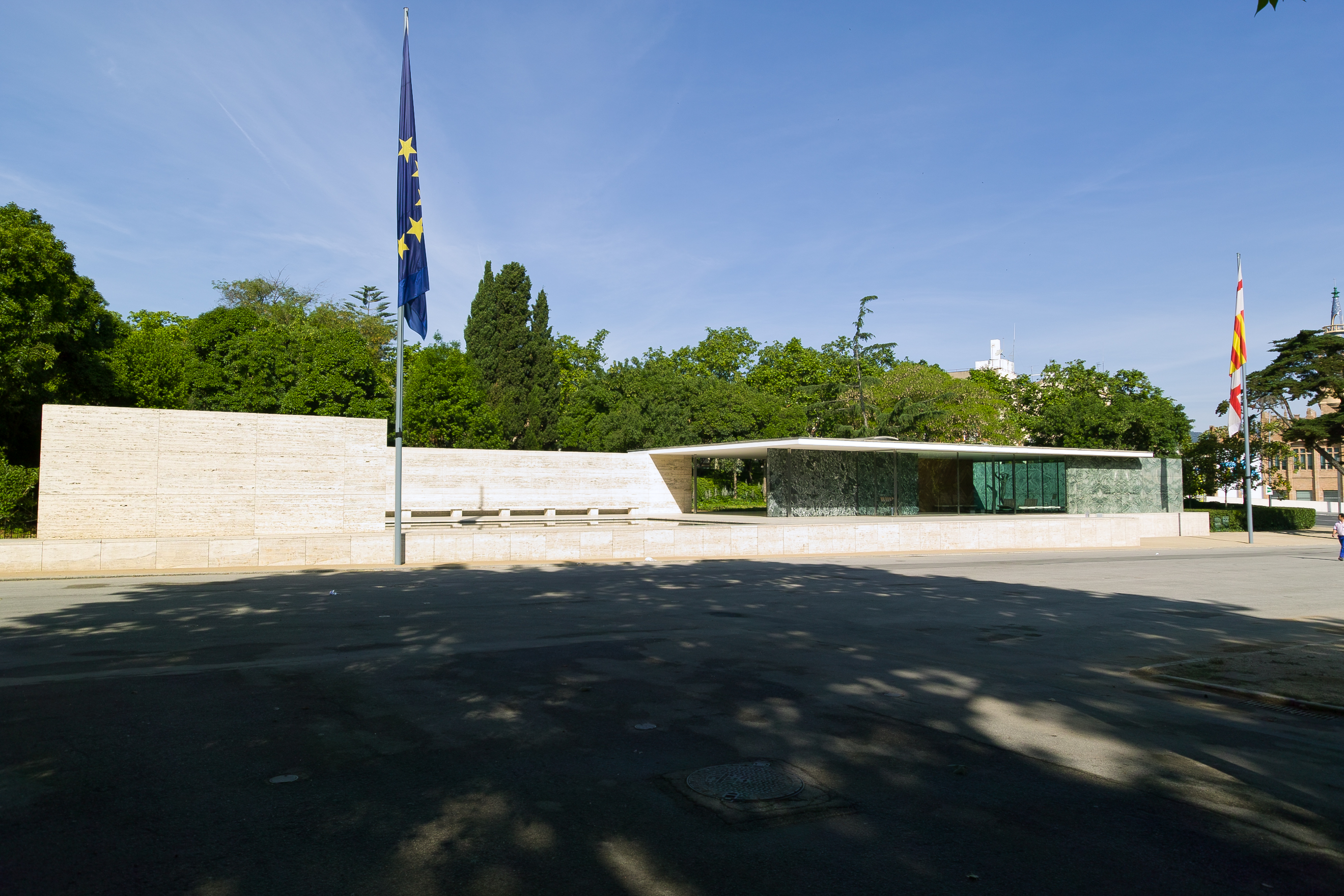
Ludwig Mies van der Rohe: Pawilon barceloński – rekonstrukcja

Pawilon barceloński – modernistyczny pawilon wejściowy na teren niemieckiej części wystawy światowej w Barcelonie w 1929, zaprojektowany przez niemieckiego architekta Ludwiga Miesa van der Rohe i Lilly Reich

## Architektura i wyposażenie
Budynek stanowi demonstrację modernistycznego kształtowania przestrzeni, korzystając z zasady wolnego planu oraz kontinuum przestrzennego. Ściany uwolnione są z funkcji konstrukcyjnej, stanowiąc jedynie przegrodę i sposób definiowania przestrzeni, ciężar przeniesiony jest na słupy. Nie istnieje wyraźny podział na wewnętrzną i zewnętrzną przestrzeń budynku ani poszczególne pomieszczenia, przenikają się one wzajemnie, zaś przezroczyste, zbudowane z mlecznego szkła lub lustrzanie gładkie ściany wzmacniają wrażenie swobodnego przepływania przestrzeni. Podobne rozwiązania zastosował Mies w projektowanym jednocześnie domu Tugendhatów w Brnie.

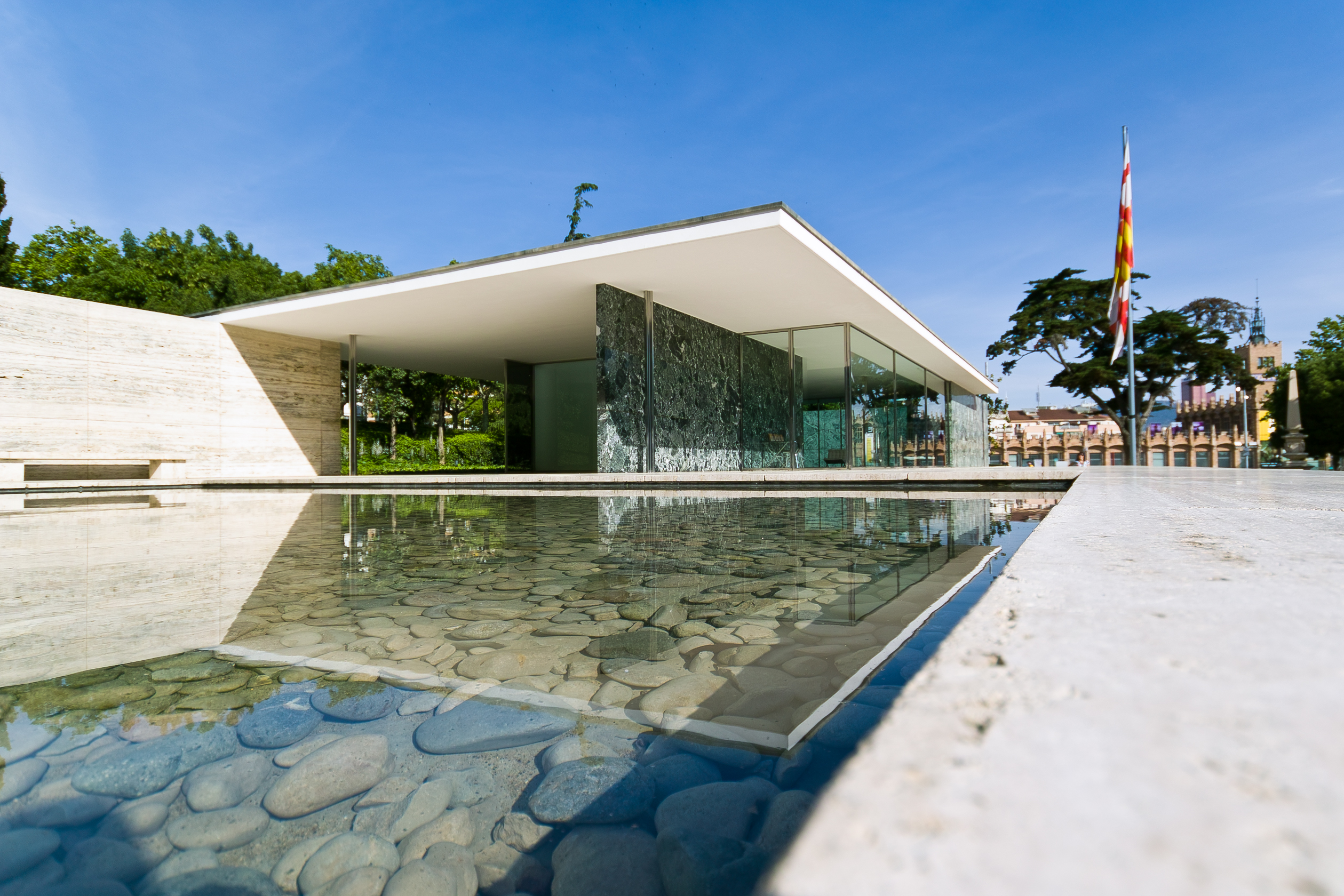
Widok od frontu

Pawilon posiada niesymetryczną i silnie horyzontalną kompozycję, bywa określany jako współczesne przekształcenie archetypu świątyni starożytnej a także maszyna do jednoczesnego budowania i niszczenia symetrii. Wznosi się na niewielkim trawertynowym cokole ze stawem, w którego tafli odbija się lustrzanie. Żelbetowy, otynkowany stropodach pawilonu spoczywa na słupach z polerowanej i chromowanej stali o niewielkim przekroju, w kształcie równoramiennego krzyża. Między podłogą a stropem znajdują się ściany z onyksu doré, z dwóch rodzajów zielonego marmuru, z trawertynu oraz z przezroczystego i barwionego szkła. Ściany, strop i podłoga nie zamykają poszczególnych pomieszczeń, sugerując jedynie ich granice, tak że z różnych punktów widzenia mogą być różnie odczytywane. Różnorodne faktury i barwy poszczególnych materiałów, włączając w to także taflę wody, mogłyby sprawiać wrażenie, że każda z płaszczyzn posiada niezależną funkcję, jednak budynek stanowi plastyczną całość kompozycyjną skonstruowaną na zasadzie trójwymiarowego collage'u – analogiczną technikę stosował Mies także w swych dwuwymiarowych pracach. Pawilon stanowi zbiór przesłaniających się pionowych płaszczyzn, doprowadzając zdaniem wielu krytyków do perfekcji tendencje zapoczątkowane przez teoretyczny projekt domu z cegły, a później kontynuowane w willi Wolfów w Gubinie.

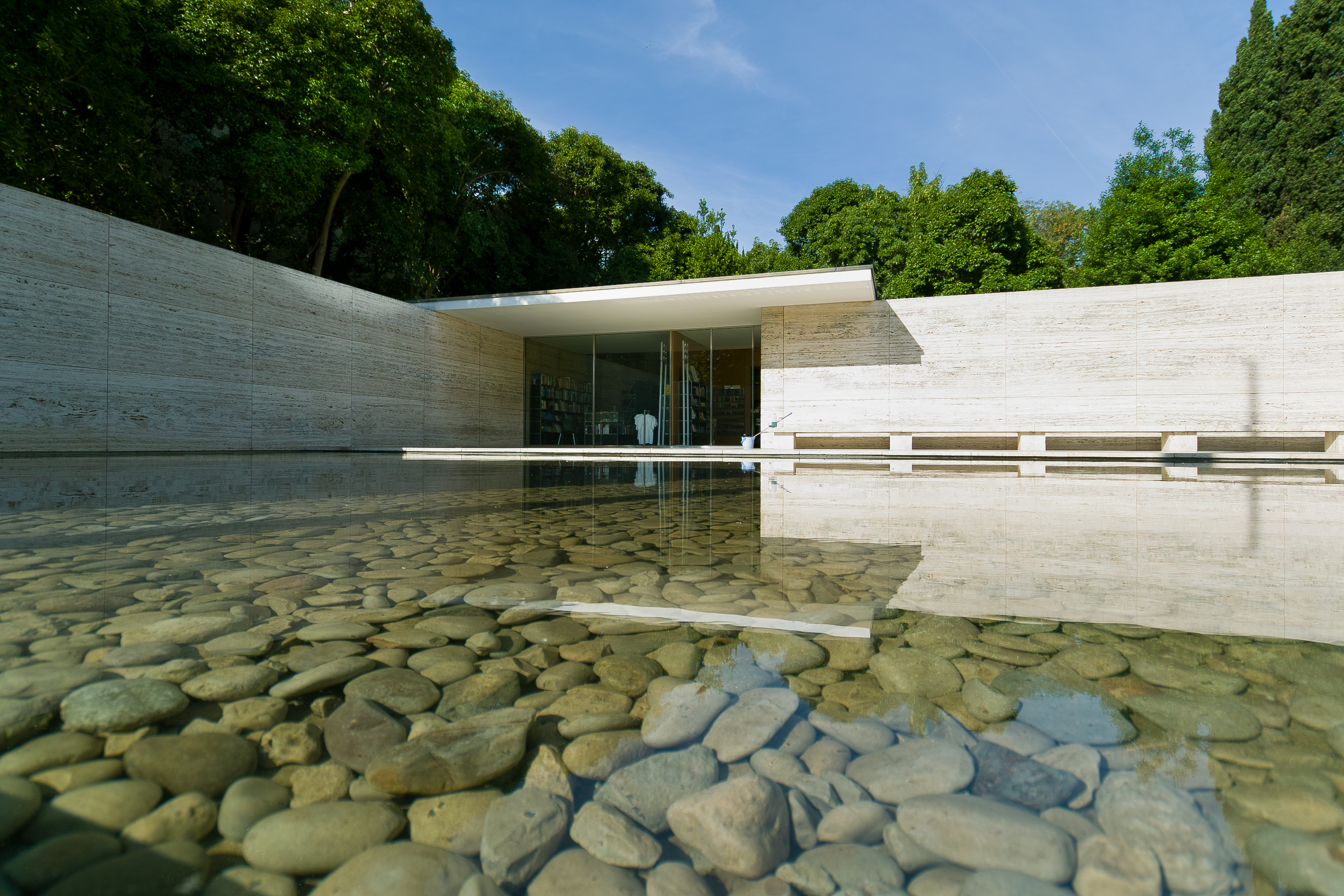
Ławka, zewnętrzny staw i sklep z pamiątkami

W samym pawilonie znajduje się przestrzeń dostępna spod części zadaszonej, osłonięta z trzech stron ścianami, pozbawiona jednak stropu, z kolejnym stawem lustrzanie odbijającym niebo. Asymetrycznie, po lewej stronie stawu, ustawiono akt kobiecy pod tytułem Poranek (lub Przebudzenie jutrzenki – niem. Frühlicht) autorstwa rzeźbiarza Georga Kolbego. Wielokrotnie podkreślano znakomite zakomponowanie rzeźby i harmonię skali z architekturą, niekiedy dopatrując się w nich związków z wcześniej przejawianymi przez Miesa tendencjami klasycyzującymi. Johnson i Hitchcock pisali o rzeźbie, że ma [ona] wspaniałe tło i mimo że jest wolnostojąca, stanowi ważną część architektury. W rzeczywistości rzeźba powstała wcześniej (w 1925) niezależnie od pawilonu, wystawiona została na wystawie w Monachium, a potem stała przez kilka lat w atelier Kolbego wraz z drugim aktem kobiecym (Noc) i została dobrana w późnym etapie prac projektowych nad pawilonem.

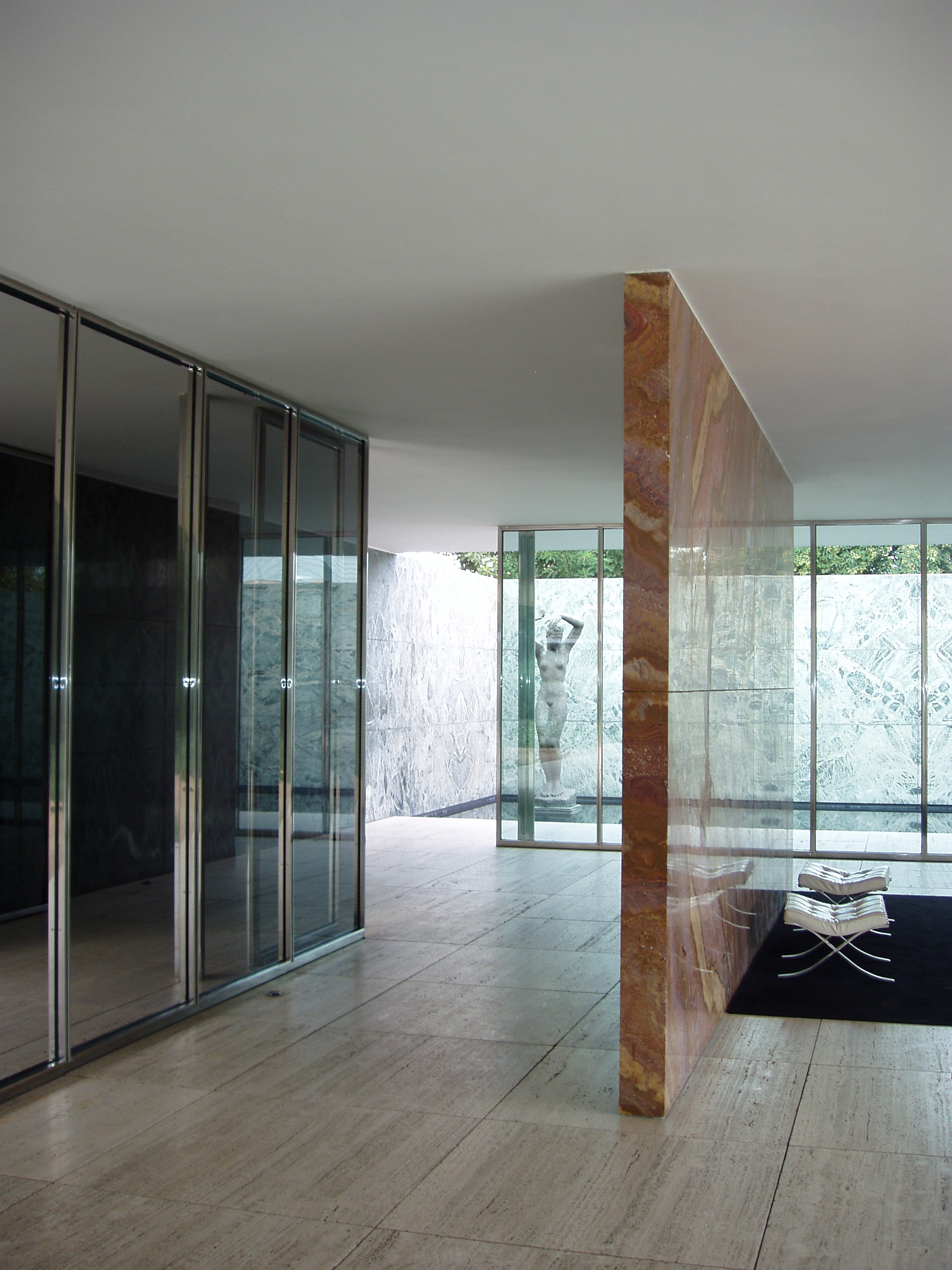
Widok wewnątrz – w głębi rzeźba Kolbego

W pawilonie znalazły się poza wymienioną wyżej rzeźbą jedynie dywan oraz meble, zaprojektowane przez Miesa van der Rohe specjalnie na wystawę. Były to fotele (tzw. krzesło barcelońskie) przeznaczone dla hiszpańskiej pary królewskiej i taborety (w podobnej konstrukcji, bez oparcia) dla towarzyszącej im świty. Krzesło barcelońskie (składające się z charakterystycznej chromowanej ramy w kształcie litery X ze stalowych płaskowników oraz dwóch przywiązanych do niego prostokątnych pikowanych poduszek pokrytych białą lub czarną skórą) zyskało sobie duże uznanie i do dziś jest produkowane, stanowiąc wyposażenie luksusowych biurowców i domów. O meblach tych mówi się, że mają królewską jakość, czego odzwierciedleniem jest to, że do dziś elementy metalowe są ręcznie polerowane, a skóra specjalnie dobierana i ręcznie szyta.

## Recepcja
Duży wpływ na rozwój architektury wywarło skupienie się przez Miesa na czysto estetycznych aspektach nowoczesnej architektury, które dało w efekcie obiekt niemal całkowicie abstrakcyjny, a jednocześnie utrzymany w pełnych dostojeństwa formach. 
Opublikowane w 1929 czarno-białe fotografie pawilonu, wielokrotnie zamieszczane w publikacjach krytycznych i leksykonach historii architektury, przyczyniły się, w połączeniu z faktem krótkiego istnienia obiektu, do rozsławienia legendy pawilonu. Publikowane fotografie były przy tym specjalnie dobrane, a do ich wykonania wymontowano szklane drzwi wejściowe, tak aby nie zacierały wrażenia kontinuum przestrzennego. Wyretuszowano ze zdjęć cienie sąsiednich budynków oraz wydatne maszty flagowe, przesłaniające pawilon. Zachowały się bardzo nieliczne widoki pawilonu od strony tylnej. 
Również publikowane do końca XX wieku wykonane przez Sergiusa Ruegenberga (głównego kreślarza w biurze Miesa) rysunki pawilonu stanowiły w rzeczywistości artystyczne i schematyczne przetworzenie rzeczywistego rzutu, pomijając rzeczywisty podział towarzyszących pomieszczeń techniczno-gospodarczych. Dodatkowo na wystawę International Style Johnson i Hitchcock wykonali nowe przerysy, pomijając dalsze szczegóły takie jak otaczająca pawilon zieleń, schody z tylnej strony, czy zmieniając wielkość trawertynowej ławki, a jednocześnie przedstawiając krawędź płaszczyzn cokołu jako obiegającą cały budynek (w istocie tylko z trzech stron). Na tej podstawie wielokrotnie rysowano dalsze przedstawienia, np. aksonometryczne. 
Nawarstwienia zmian w rysunkach i szczupłość materiałów ikonograficznych przyczyniły się do stworzenia licznych interpretacji architektury pawilonu przez krytykę, często wychodzących poza intencje architekta. Przykładowo przeprowadzone od lat 90. badania szkiców projektowych dowiodły, że Mies nie przywiązywał dużej wagi do porządkującej swobodny układ płaszczyzn regularnej siatki konstrukcyjnej, wedle której rozstawione były słupy. Traktował je raczej nie jako element stanowiący część kompozycji, lecz jako równoległą, konstrukcyjną warstwę obiektu. 
W różny sposób przedstawiano meble, czasem je pomijając; późniejsze oględziny mało znanych fotografii z prywatnych kolekcji dowodzą, że były one w czasie trwania wystawy wielokrotnie przestawiane i nie ma pewności, czy ich układ był częścią projektu. 
Wielokrotnie powtarzanym błędem rysunkowym było przedstawianie tej samej grubości wszystkich ścian. Usunięcie z planu budynku i pojawiające się tylko na rzadko reprodukowanych fotografiach dawnego otoczenia wyrwało go z kontekstu, jakim była m.in. umieszczona po przeciwnej stronie znajdującej się przed pawilonem jezdni jońska kolumnada, w której kontekście był on pierwotnie odbierany, a także założenie ogrodowe z szerokimi schodami na tyłach pawilonu.

## Historia
Pawilon miał służyć jako demonstracja nowoczesnych tendencji w Rzeszy Niemieckiej i pokazywać precyzję niemieckiego przemysłu i rzemiosła. Architekt pawilonu, który już w 1927 pokierował z ramienia Werkbundu wystawą architektoniczną w Stuttgarcie, otrzymał zlecenie budowy pawilonu z wolnej ręki. Bezpośrednim poprzednikiem pawilonu była tzw. sala kryształowa zaprezentowana w Stuttgarcie w 1927, makieta nowoczesnego wnętrza domu posiadającego wolny plan, lekkie szklane ściany i niewielkie atrium.
W dniu otwarcia wystawy w Barcelonie król Hiszpanii Alfons XIII Burbon odwiedził pawilon i został po nim oprowadzony przez projektanta. Po wystawie pawilon został rozebrany, zaś jego części zostały sprzedane. Rzeźba Kolbego została przywieziona do Berlina i stoi obecnie w ogrodzie na zapleczu ratusza dzielnicy Schöneberg (do 1990 tymczasowy ratusz Berlina Zachodniego).
Dla uczczenia 100. rocznicy urodzin twórcy, w latach 1983–1986 na zlecenie władz miasta Barcelony architekci Cristian Cirici, Fernando Ramos i Ignasi de Solà-Morales zrekonstruowali pawilon na podstawie oryginalnych planów i archiwalnych fotografii, także odnalezionych zdjęć lotniczych terenów wystawowych. Szczególnie długo trwały poszukiwania onyksowej płyty o zbliżonym do użytej w oryginale wzorze. Na podstawie zachowanego oryginału wykonano kopię rzeźby Kolbego, przy okazji przywracając jej właściwy tytuł (była wcześniej określana jako Tańcząca). Pawilon jest obecnie udostępniony do zwiedzania, służy też jako miejsce różnych imprez kulturalnych.